# سپهسالار (درجه نظامی)
سپهسالار یا سپه‌سالار نام بالاترین درجه نظامی در ایران پس از حمله اعراب به ایران تا اواخر قاجاریه بوده است. سپهسالار هم‌معنای سپهبد و سرلشکر و فرمانده کل قوا است. پس از حمله اعراب به ایران، عنوان اسپهبد (سپهبد) که در دوران ساسانی به معنای فرمانده سپاه به‌کار می‌رفت محدود شد و در اواخر سده دهم میلادی و با روی کار آمدن سلسله‌های ایرانی در جهان اسلام و استفاده از عنوان سپه‌سالار، به‌جای آن رواج یافت. در ایران صفوی بالاترین مقام سپاه قزلباشان نیز، سپه‌سالار بوده است. تا اواخر دورهٔ قاجاریه نیز عنوان سپهسالار مورد استفاده بوده است، ولی پس از آن عنوان‌های سرلشکر، سپهبد و ارتشبد مرسوم شده است.
نمونه شعرهایی که در آن واژهٔ سپهسالار به‌کار رفته است:
| چنانکه او مَلِک است و همه شهانْ سِپَهَش |  | همه ملوکْ سپاهند و او سپهسالار |
| — فرخی                            |  |                               |

| سپهسالارِ ایران کز کمانش |  | خورد تشویرها برجِ دوپیکر |
| — عنصری                 |  |                         |

| به درگاهِ سپهسالارِ مشرق |  | سوارِ نیزه‌بازِ خنجراوژن |
| — منوچهری              |  |                       |